# 阮福景
阮福景（グエン・フック・カイン、ベトナム語: Nguyễn Phúc Cảnh、1780年4月6日 - 1801年）は、ベトナム王子阮福暎（後の嘉隆帝）の長子。皇子景（ベトナム語: Hoàng tử Cảnh）とも。7歳のとき、フランス王国のカトリック宣教師ピニョー・ド・ベーヌとともにフランスへ向かい、ヴェルサイユ条約の締結にこぎつけたことで知られる。父より先に死去したためベトナム王位を継ぐことはなく、嘉隆帝が阮福膽を後継者に指名した以降も、阮福景の子孫が王位を継ぐことはなかった。

## 生涯

### フランスへ
1785年、5歳の阮福景はカトリック宣教師ピニョー・ド・ベーヌとともにフランスへ向かった。フランスとベトナムの同盟条約に署名するためであった。2人以外にもマンダリンが2人、いとこが1人（後にカトリック教徒になり「パスカル王子」と呼ばれた）、兵士や召使が同伴した。1785年2月にポンディシェリーに到着したが、何の支援も得られなかったため1786年7月に出港、1787年2月にフランスに到着した。
一行は1787年5月5日（6日とも）にフランス王ルイ16世と面会し、11月28日にヴェルサイユ条約に署名した。阮福景はフランス宮廷で注目の的となり、美容師のレオナール・オティエが「コーチシナの王子」（仏: au prince de Cochinchine）という髪型を創作し、モープランが彼の肖像画を描き（現在はパリ外国宣教会所蔵）、フランス王太子ルイ＝ジョゼフと遊んだほどだという。

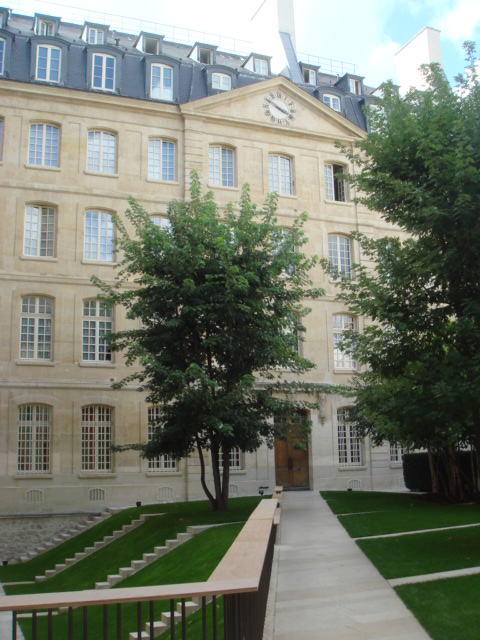
フランス滞在中、阮福景は1732年に建てられたパリ外国宣教会に泊まった。

阮福景はキリスト教に深く影響され、洗礼を希望したがピニョー・ド・ベーヌはベトナム宮廷の反発に配慮して拒否した。

### ベトナム帰国
一行は1787年12月にドリアーデ号に乗ってフランスから離れ、1788年5月から1789年7月までポンディシェリーに寄港しながら帰国した。フランスから戻ると、彼は祖先の位牌の前に跪くことを拒否、さらに仏像に十字架を塗らせた。彼はカトリック教会のミサに参加し、洗礼を希望したがかなわなかった。
1793年、阮福景は「東宮皇太子」（ベトナム語: Đông Cung Hoàng Thái tử）の称号を授けられた。1794年以降、彼はすべての軍事遠征に参加し、父の阮福暎は毎回ピニョー・ド・ベーヌと同行するよう要求した。1794年には延慶城で西山朝に包囲されたこともあった。
1799年のクイニョン包囲戦でピニョー・ド・ベーヌが死去すると、阮福景は深く悲しんだ。

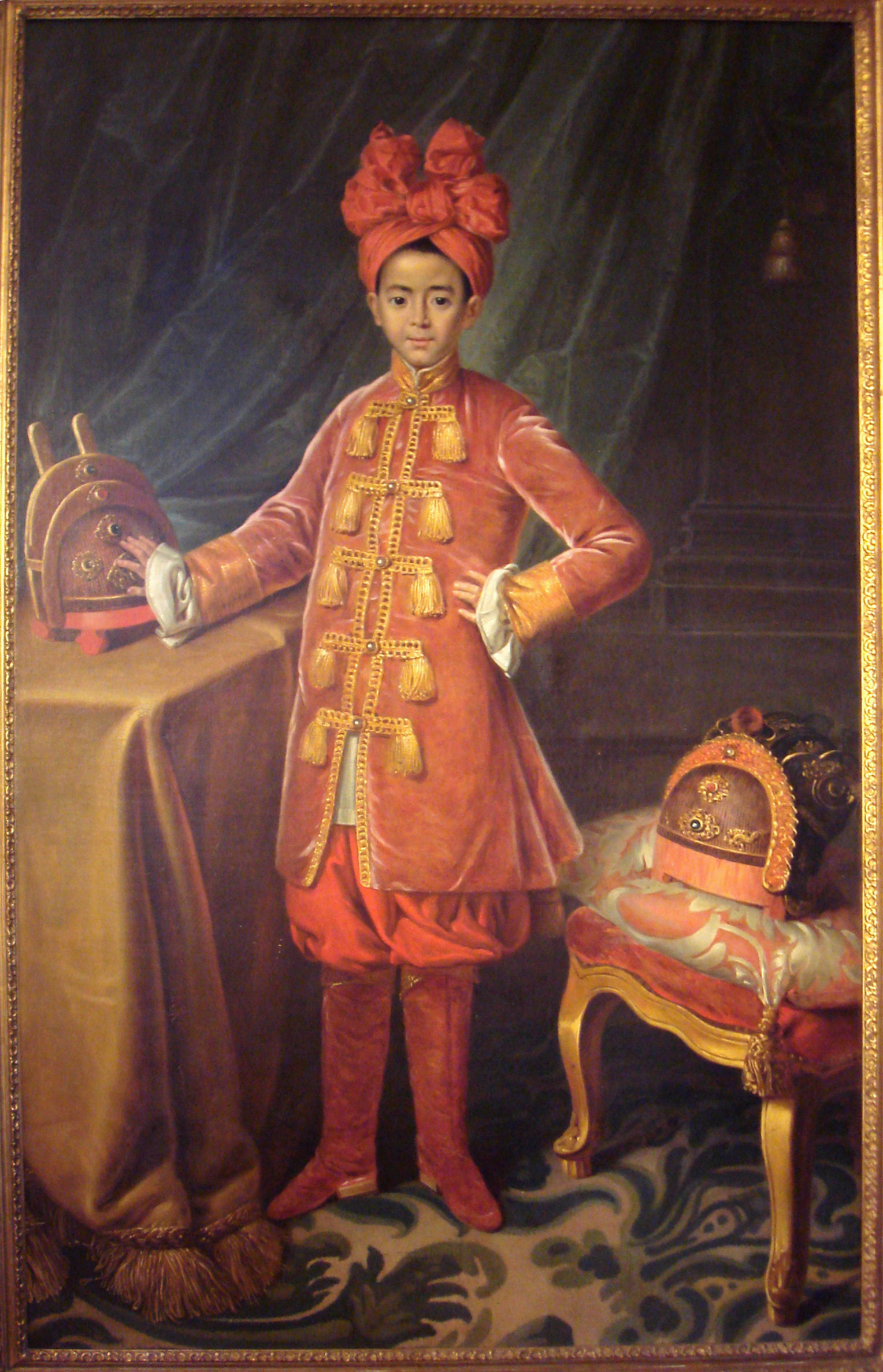
阮福景の肖像画、1787年モープラン画、パリ外国宣教会所蔵。

阮福景は晩年に秘密裏に洗礼を受けたといわれる。
1801年、天然痘により亡くなった。しかし、宣教師の間では毒殺とする説もある。
阮福景は王太子だったため、次の継承者は子の阮福美堂といわれていたが、嘉隆帝は長子相続の原則を曲げて自らの第4子阮福膽（後の明命帝）を後継者とした。

## 子孫

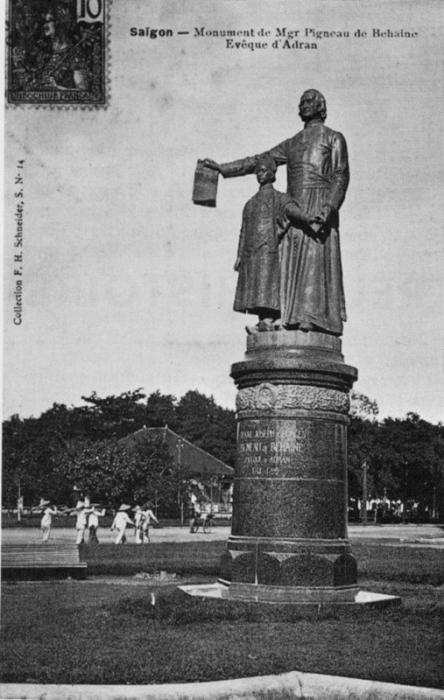
ヴェルサイユ条約を持っているピニョー・ド・ベーヌと阮福景、サイゴンにて。

1824年、阮福景の長子阮福美堂は黎文悦に母宋氏涓との近親相姦を疑われ追放され、宋氏涓も獄死した。阮福美堂が解放されたのはその死の1年前、嗣徳帝時代の1848年のことだった。
1833年から1835年までの黎文𠐤の乱は阮福景の子孫を王位につけることを目的の1つとした。これはベトナムのカトリック教徒の支持を得るための決定とされる。
阮福美堂の長子阮福麗鐘は1826年に応和侯（ベトナム語: Ứng Hòa Hầu）の爵位を授けられた。阮福景の曾孫にあたる阮福英濡（阮福麗鐘の子、阮福増濡とも）は第二次世界大戦時代の独立運動家クォン・デの父であり、長子相続の原則によると阮朝の王位継承者の筆頭であった。